# قونية سبور
نادي قونية سبور هو نادٍ رياضي تركي تأسس عام 1981 ويلعب في دوري السوبر التركي.

## وصلات خارجية
- (بالتركية) الموقع الرسمي